# 김희중 (바둑 기사)
김희중(金熙中, 1950년 8월 5일 ~ )은 대한민국의 전 바둑 기사이다.

## 약력
1969년 입단했으며 '속기의 달인'으로 불렸다. 1975년과 1976년 MBC 국기전에서 우승을 차지했다. 1976년과 1978년 기왕전에서 우승했고, 1977년과 1979년에는 준우승을 했다. 1982년 2기 KBS 바둑왕전에서 조훈현에 이어 준우승을 했다. 1989년 1회 TV 바둑 아시아 선수권대회와 1회 동양증권배 세계 바둑 선수권 대회에 대한민국 대표로 참가했다. 
1991년 비씨카드배 프로기전에서 조훈현에 이어 준우승을 차지했다. 1995년 롯데배 한중대항전에 참가하여 중국의 녜웨이핑 9단과 류샤오광 9단에게 패하였다. 
1997년 9단으로 승단했고, 16기 ~ 17기 KBS 바둑왕전에서 2년 연속 본선, 3회 박카스배 천원전 본선에 진출했으며, 1999년 프로 바둑 기사직에서 은퇴했다. 바둑 기사 시절 <속기의 달인> 이었다.  은퇴 후 아마추어 바둑기사로 활동 중이다. 